# Trần Văn Dư
Trần Văn Dư (chữ Hán: 陳文璵; 1839-1885), húy Tự Dư, thụy Hoán Nhược ; là quan nhà Nguyễn và là thủ lĩnh Nghĩa hội Quảng Nam trong phong trào Cần Vương tại Việt Nam.

## Xuất thân
Ông sinh ngày Rằm tháng Mười một năm Kỷ Hợi (tức 31 tháng 12 năm 1839), tại làng An Mỹ Tây, huyện Hà Đông, phủ Thăng Bình (nay là xã Tam An, huyện Phú Ninh), tỉnh Quảng Nam.
Xuất thân trong một gia đình nhà Nho, năm 19 tuổi (1858), Trần Văn Dư đỗ tú tài. Năm 1868, ông đỗ Cử nhân ân khoa.

### Làm quan triều Nguyễn
Sau khi đỗ Cử nhân, ông được cử làm Sơ khảo trường thi Bình Định. Tháng 7 (âm lịch) năm 1873, triều đình bổ ông chức Hàn lâm viện điển tịch, lãnh Biên tu, sung vào Hành tẩu cơ mật viện.
Năm Ất Hợi (1875)  ông đỗ Đệ tam giáp đồng Tiến sĩ, cùng khoa với Hoàng giáp Phạm Như Xương, người cùng tỉnh.
Đỗ đại khoa, tháng 11 âm lịch năm đó, ông được bổ chức Hàn lâm viện tu soạn. Tháng 5 (tháng nhuần tính theo âm lịch) năm 1876, ông được cử làm Tri phủ Ninh Giang. Tháng 2 (âm lịch) năm 1879, điều động ông làm Tri phủ Quảng Oai (nay thuộc huyện Ba Vì, Hà Nội). Ở đây, ông bí mật liên lạc với các sĩ phu yêu nước, hợp tác với lực lượng của Hoàng Kế Viêm cùng mưu việc đánh Pháp .
Tháng 10 (âm lịch) năm 1880, ông được triệu về Huế làm Hàn lâm viện Thị độc, sung chức Giảng tập tại Dục Đức đường. Đến tháng Chạp năm đó, lại sung ông làm Tán Thiện Chánh Mông đường (tức lo việc dạy học cho Dục Đức và Đồng Khánh khi hai ông này chưa lên ngôi).
Tháng 4 (âm lịch) năm 1883, cử ông làm Án sát sứ tỉnh Hà Tĩnh. Đến tháng 11 (âm lịch) năm đó, đổi ông làm Hồng lô Tự khanh Biện lý bộ Lại, sung chức Tham biện Thương bạc sự vụ.
Cuối năm 1884, cử ông giữ chức Sơn phòng sứ Quảng Nam.
Tháng 5 năm Ất Dậu (tức tháng 7 năm 1885), cuộc phản công của phe chủ chiến ở Kinh thành Huế thất bại, Phụ chính Tôn Thất Thuyết phải phò vua Hàm Nghi chạy ra Quảng Trị, xuống dụ Cần vương (13 tháng 7 năm 1885).

### Hưởng ứng dụ Cần Vương
Sau khi vua Hàm Nghi xuất bôn, triều Nguyễn nhận thấy việc cử Trần Văn Dư làm Sơn phòng sứ Quảng Nam là điều bất lợi cho "xu thế hợp tác" của họ , nên cử Phó bảng Nguyễn Đình Tựu (nguyên Tế tửu Quốc tử giám ở Huế) ra giữ chức ấy, đồng thời đưa Trần Văn Dư lên làm Bố chánh tỉnh này, nhưng ông từ chối .
Hưởng ứng dụ Cần Vương, Trần Văn Dư cùng với Nguyễn Duy Hiệu, Phan Bá Phiến, Tiểu La Nguyễn Thành...thành lập Nghĩa hội Quảng Nam do ông làm Thủ hội.
Tháng 7 năm Ất Dậu (tức tháng 8 năm 1885), ông thay mặt Nghĩa hội ra Bản Cáo thị kêu gọi toàn dân trong tỉnh đứng lên chống Pháp.
Ngày 4 tháng 9 năm đó, ông cùng Nguyễn Duy Hiệu, Tiểu La Nguyễn Thành, Phan Bá Phiến, Nguyễn Hanh...chia quân ra làm nhiều cánh rồi cùng tiến đánh thành tỉnh La Qua (còn gọi là La Thành, tức thành tỉnh Quảng Nam), buộc Bố chánh Bùi Tiến Tiên, Tuần phủ Nguyễn Ngoạn, Án sát Hà Thúc Quán phải dẫn quân rút chạy.
Làm chủ thành tỉnh Quảng Nam được 20 ngày, đến ngày 25 tháng 9 năm 1885, thì quân thủy bộ của Pháp cùng quân Nam triều dưới quyền chỉ huy của tướng Shants, Tiễu phú sứ Nguyễn Thân, Bố chánh Lê Khiết  mở cuộc tái chiếm.
Trước lực lượng đông đảo và vũ khí tối tân của đối phương, Trần Văn Dư cùng Nguyễn Duy Hiệu quyết định rút đại bộ phận về căn cứ Sơn phòng Dương Yên thuộc miền cao phủ Tam Kỳ.
Liên quân tiếp tục truy kích, đến tháng 10 năm 1885, thì các căn cứ của Nghĩa hội ở Đại Lộc, Quế Sơn, Tam Kỳ, Dương Yên, An Lâm, Đại Đồng... lần lượt bị vây đánh và thất thủ.
Trước tình thế nguy ngập đó, bộ chỉ huy Nghĩa hội bàn nhau chọn kế "giải binh quy điền" để bảo toàn lực lượng. Tháng 12 năm 1885, Trần Văn Dư giao quyền Thủ hội cho Nguyễn Duy Hiệu  để ra Huế gặp vua Đồng Khánh (từng là học trò của ông), nhằm tìm ra một giải pháp.
Dọc đường, ông bị quyền Tuần phủ sứ Quảng Nam Châu Đình Kế bắt giữ và báo với quân Pháp. Bất khuất, ông mắng chửi Tuần phủ Kế. Căm tức, viên quan này đã mượn tay quân Pháp để giết chết ông  tại góc thành La Qua (tức thành tỉnh Quảng Nam) ngày 13 tháng 12 năm 1885. Khi ấy, ông mới 46 tuổi.

## Ghi công
Hiện nay, phần mộ Trần Văn Dư đã được cải táng về thôn An Thọ, xã Tam An, huyện Phú Ninh, tỉnh Quảng Nam và đã được công nhận là Di tích Văn hóa-Lịch sử cấp tỉnh.
Tên ông đã được dùng để đặt con một con đường ở quận Tân Bình (Thành phố Hồ Chí Minh), một con đường ở quận Ngũ Hành Sơn (Đà Nẵng), một con đường trong thành phố Tam Kỳ (Quảng Nam), và tên một trường phổ thông trung học ở Phú Ninh (Quảng Nam).